# Jablanica (miasto Kruševac)
Jablanica (cyr. Јабланица) – wieś w Serbii, w okręgu rasińskim, w mieście Kruševac. W 2011 roku liczyła 543 mieszkańców.